# La vera storia di Novecento
La vera storia di Novecento è una storia a fumetti scritta da Tito Faraci e disegnata da Giorgio Cavazzano; è la trasposizione del monologo teatrale Novecento di Alessandro Baricco. Da un sondaggio condotto sui lettori della rivista Topolino, venne indicata come la più bella storia mai pubblicata sulla rivista. Le tavole vennero esposte alla Fiera del libro di Torino dello stesso anno e la storia venne reinterpretata da Federico Russo e Antonello Fassari il 19 settembre 2009, al Museo Nazionale della Scienza e della Tecnologia di Milano.

## Storia editoriale
Venne pubblicata in Italia nel 2008 sul n. 2737 di Topolino dalla Disney Italia.

## Trama
Intenti ad osservare la nave Virginian esplodere, Topolino racconta a Minni di quando vi si imbarcò.
La prima notte a bordo del Virginian, Topolino, dopo aver conosciuto il capitano Basettoni, si ritrova sul ponte della nave soffrendo le conseguenze del mal di mare. Dopo essere caduto all'indietro, battendo la testa su un fumaiolo, Topolino fa la conoscenza di Danny Boodman P. P. Pippo Novecento, che gli venne incontro camminando senza sforzo parallelamente al ponte nonostante l'ondeggiare della nave in tempesta. Novecento, sapendo che è un trombettista, lo invita a seguirlo, mostrandogli il suo pianoforte e chiedendogli di togliere i fermi. Benché all'inizio riluttante, Topolino acconsente. I due iniziano a scivolare da un posto all'altro della nave a bordo del pianoforte, mentre Novecento è intento a suonarlo, salutando in certe occasioni gli altri membri dell'equipaggio. I due si schiantano infine contro una vetrata della sala da pranzo prima che il capitano riesca a fermarli. Novecento si scusa per l'incidente, ma Topolino non gli dà peso, ritenendola un'esperienza fantastica, come se avessero suonato e danzato insieme all'oceano. Il capitano come punizione li spedisce a lavorare alle caldaie: lì i due diventano così grandi amici. Quella stessa notte Topolino e Novecento suonano nella sala da ballo della nave con il resto dell'orchestra.
Incuriosito per le capacità di Novecento, Topolino cerca di indagare su chi fosse realmente Pippo Novecento, ma ognuno a cui lo chiede dà una risposta diversa: la sola cosa certa che sanno tutti è che è sempre stato sul Virginian sin da quando ne hanno memoria.  Topolino si accontenta di sapere che Novecento fosse il miglior pianista che avesse conosciuto. Col passare del tempo, la notizia della sua bravura giunge sulla terraferma tramite il passaparola dai passeggeri, arrivando alle orecchie di Jelly Blackspot, un famoso pianista che si dice abbia inventato il jazz: Blackspot vuole sfidare Novecento, non accettando l'idea di essere inferiore a un codardo che non ha neppure il coraggio di scendere dalla nave. Topolino riferisce della sfida a Novecento, che la ritiene, a differenza del suo amico, una cosa divertente.
Alle 21 e 37 precise di quella notte fa il suo ingresso in sala da ballo Jelly Blackspot che, dopo aver poggiato un sigaro in verticale sul pianoforte, inizia a suonare: nonostante l'incessante movimento dei tasti il sigaro non cade, mostrando così la sua padronanza dello strumento. Novecento, di tutta risposta, si limita a suonare una singola nota: un Si Bemolle, l'unica che Blackspot non aveva suonato. L'inventore del jazz, irritato per la risposta di Novecento, inizia a suonare una musica velocissima e travolgente: Novecento contrattacca eseguendo un pezzo di rapidità e complessità musicale impressionante, suonando a una velocità tale da far illudere Topolino di aver suonato con più di un paio di mani. Nell'incredulità generale, Novecento prende infine il sigaro, ancora poggiato in verticale sul pianoforte, e lo accende sfiorando le corde dello strumento musicale. Lo offre poi al suo rivale, poiché lui non fuma. Blackspot non poté che constatare, suo malgrado, la superiorità di Novecento.
Tempo dopo, all'improvviso, Novecento decide di scendere a terra al porto di Topolinia: salutati tutti gli amici, si avvia verso la terraferma ma, a metà scaletta, torna indietro, asserendo di aver dimenticato il cappello e di non poter scendere. Trovando una scusa diversa ad ogni scalo, Novecento ritarda di anni la sua discesa dal Virginian, durante i quali continuerà a suonare e divertirsi con Topolino, che non parlò più con il suo amico del proposito di scendere dalla nave.
La questione ricomparve improvvisamente: il Virginian, ormai troppo vecchio, deve essere demolito. Il comandante Basettoni e il suo equipaggio scendono dalla nave in procinto di essere fatta saltare in aria con la dinamite, lasciando una scialuppa a Topolino che rimane a bordo per convincere Novecento ad abbandonare la nave. Topolino ritrova il suo amico seduto sulle casse di dinamite e cerca di convincerlo a mettere piede sulla terraferma quei pochi giorni necessari a trasferirlo sulla nuova nave che sostituirà il Virginian, ma Novecento si rifiuta poiché afferma di "soffrire il mal di terra".
La scena si sposta nel presente: Minnie e Topolino stanno osservando il Virginian (implicitamente con Novecento ancora a bordo) mentre affonda. Topolino è rattristato di non aver provato a far scendere Novecento almeno una volta, definendolo un vero zuccone. Novecento compare alle loro spalle, non gradendo l'appellativo. I tre sono in realtà a bordo della nuova nave: la demolizione del Virginian è stata rimandata, in modo da far completare prima la costruzione della nuova nave per potervici trasferire Novecento senza farlo passare della terraferma. Il comandante Basettoni, a titolo di risarcimento del danno, obbliga Novecento a suonare due ore in più ogni sera, con gran gioia di quest'ultimo. Minni si unisce come cantante al gruppo di Novecento, che crede che Minni e Topolino siano una bella coppia: lui lo smentisce, affermando "Che cosa vuoi capirne, Novecento?! Tu pensa solo a suonare, che è meglio!".

## Personaggi
- Topolino: il trombettista (nel monologo, Max Tooney)
- Pippo: Danny Boodman P. P. Pippo Novecento (nel monologo, Danny Boodman T. D. Lemon Novecento)
- Commissario Basettoni: Capitano Basettoni (nel monologo, Capitano Smith)
- Ispettore Manetta: Nostromo
- Macchia Nera: Jelly Blackspot (nel monologo, Ferdinand "Jelly Roll" Morton)
- Minni: personaggio non presente nel romanzo, nel fumetto è una cantante che compare solo nelle prime e ultime pagine